# Tino San Sebastián
Valentín San Sebastián Argós (Isla, Cantabria, España, 19 de enero de 1961)
Es un exfutbolista español que se desempeñaba como defensa.

## Clubes
| Club                          | País   | Año       |
| ----------------------------- | ------ | --------- |
| Real Racing Club de Santander | España | 1983-1987 |
| Real Zaragoza                 | España | 1987-1989 |
| Elche C. F.                   | España | 1989-1991 |